# Nicolás del Campo

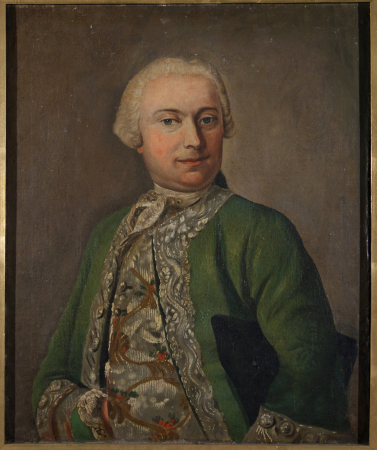
Vizekönig Markgraf von Loreto

Nicolás Felipe Cristóbal del Campo y Rodríguez de Salamanca, Markgraf von Loreto und Burggraf von San Nicolás, (* 12. März 1725 in Sevilla, Spanien; † 17. Februar 1803 in Madrid, Spanien) war ein spanischer Offizier und Kolonialverwalter, der als Vizekönig von Río de la Plata amtierte.
Campo trat in jungen Jahren als Kadett in die Dienste des spanischen Heeres und nahm an den Feldzügen in Portugal sowie der Einnahme von Menorca teil. 1763 wurde er zum Regimentsobersten (Coronel) befördert und nahm später an der Belagerung von Gibraltar (1779–1783) teil. Er erhielt die Titel eines Markgrafen (marqués) von Loreto und Burggrafen (vizconde) von San Nicolás verliehen.
Ernannt durch König Karl III., amtierte er als Nachfolger Juan José de Vértiz y Salcedos vom 7. März 1784 bis 4. Dezember 1789 Vizekönig von Río de la Plata. Auch wurde er Feldmarschall und Kammerherr.
In Buenos Aires organisierte er die Kolonialverwaltung neu nach den Maßgaben der Krone. Er baute den Postverkehr zwischen Buenos Aires und den wichtigsten Stützpunkten der Kolonie aus und brachte Kolonisten nach Patagonien.
Nach Ende seiner Amtszeit kehrte er 1790 nach Europa zurück, wo er 1803 starb.